# Forêt des Landes
Pour les articles homonymes, voir Landes.
Ne doit pas être confondu avec forêt de la Lande.
La forêt des Landes ou forêt des Landes de Gascogne est un massif forestier français situé en Nouvelle-Aquitaine, dans les départements des Landes, de la Gironde et du Lot-et-Garonne. Bordée à l'ouest par l'océan Atlantique (côte d'Argent), elle a la forme d'un triangle dont les sommets sont la pointe de Grave au nord, la station balnéaire d'Hossegor au sud et la ville de Nérac à l'est.
Plus grande forêt artificielle d'Europe de l'Ouest avec une superficie de 13 000 km² (1 300 000 hectares), elle a été créée au XIXe siècle sur des terrains sableux assez pauvres. Elle consiste aujourd'hui très largement en une monoculture intensive du pin maritime.
Principalement privée, elle comporte quelques zones de forêt domaniale, situées près du cordon littoral atlantique.

## Onomastique
Le nom de « forêt des Landes » ainsi que le département des Landes font tous deux références au pays des Landes de Gascogne, autrefois aussi appelées Landes de Bordeaux, qui couvrent la partie ouest de la Gascogne, au sud de la ville de Bordeaux.

## Géographie

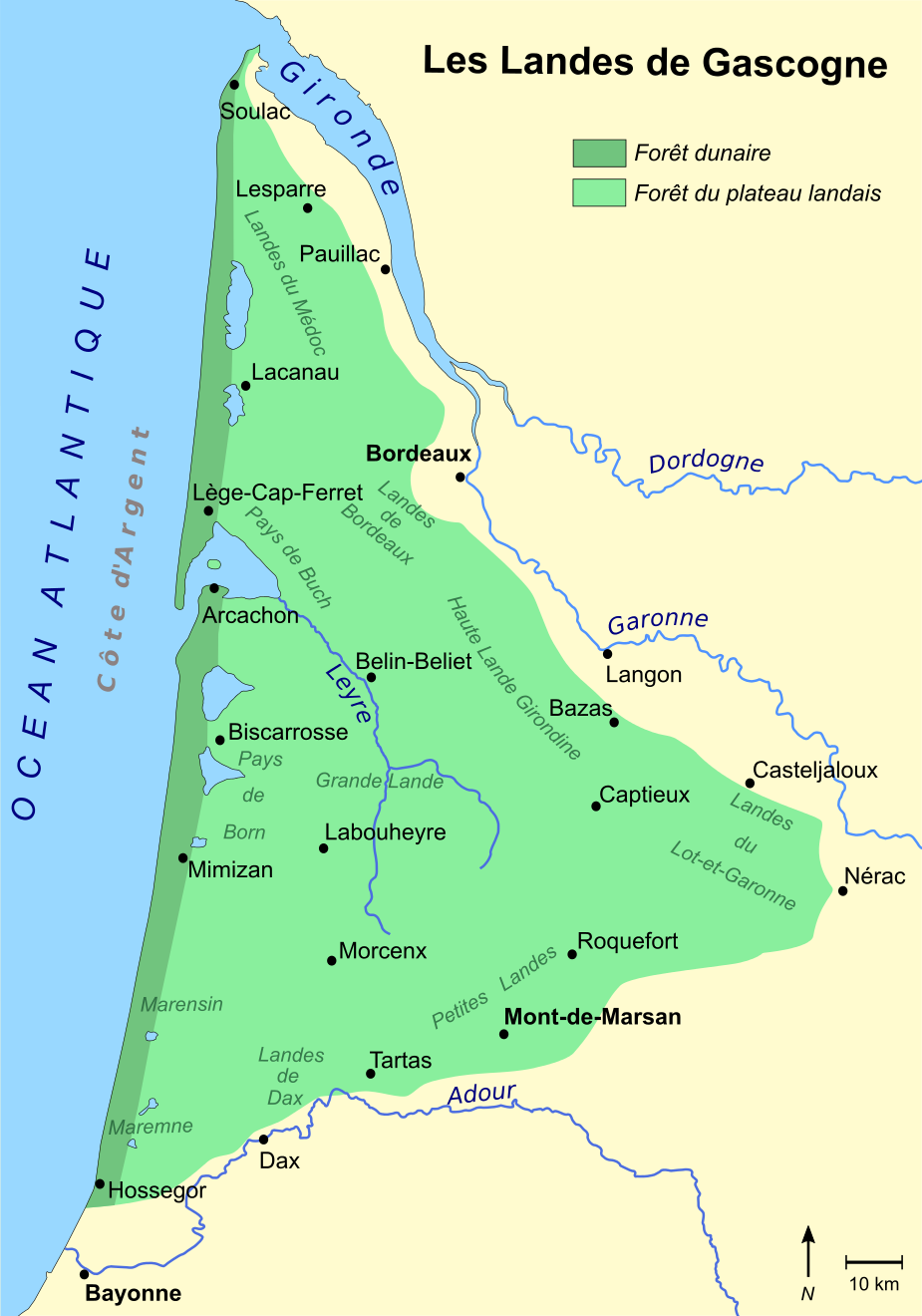
Carte des Landes de Gascogne.

La forêt des Landes s'étend sur une grande partie du département des Landes, sur le département de la Gironde au sud de l'estuaire de la Garonne et sur sa pointe orientale dans l'ouest du département de Lot-et-Garonne.
Le relief se caractérise par de faibles dénivelés, sauf près du littoral avec des dunes plus ou moins hautes, notamment la plus haute de France et d'Europe, la dune du Pilat, près de la station balnéaire de Pyla-sur-Mer (commune de La Teste-de-Buch), près d'Arcachon.
Le massif forestier est arrosé par quelques fleuves (la Leyre, le Boudigau, etc.) et rivières (le Ciron, le Gat mort, etc.) qui ont pour débouché soit le bassin d'Arcachon, soit les étangs de la zone littorale (étang de Lacanau, Soustons, etc.).
Il est baigné à l'ouest par le golfe de Gascogne. Le littoral porte le nom touristique de côte d'Argent.
Les grandes villes autour du massif forestier sont Bordeaux au nord, Mont-de-Marsan, Dax et Bayonne au sud. Les villes à l'intérieur de la forêt sont plus petites, par exemple Belin-Béliet, Pissos, Sabres, où se trouve l'écomusée de Marquèze, Solférino, etc.
Les principales voies de communications sont les autoroutes qui relient Bordeaux à Arcachon et à Hendaye (par Liposthey, Labouheyre, Castets, Saint-Geours-de-Maremne) d'une part, l'autoroute qui relie Langon à Pau par Mont-de-Marsan d'autre part. Les routes sont généralement rectilignes sur de longues distances.

## Écosystème
La forêt des landes constitue un écosystème particulier, façonné par sa géographie, ses conditions climatiques et l'activité humaine. 
Le cordon dunaire présente des caractéristiques particulières, permettant l'accueil d'espèces spécialisées. La flore des dunes d'Aquitaine occupe ainsi :
- le haut de plage, riche en matière organique apportée par la mer et à très forte salinité : flore halo-nitrophile
- l'avant dune, monticules de sable éolien
- la dune blanche, cordon de dune mobile de sable : flore psammophile
- la dune semi-fixée, où l'accumulation et les mouvements sableux se réduisent
- la dune grise et la lette (dépression) grise, fixées, abritées du vent, plus riches en matière organique
- la frange forestière.

La forêt interieure est pleuplée d'espèces végétales et animales qui ont été documentées. Du coté végétal, les essences emblématiques sont le pin maritime, le chêne liège, le chêne vert, la fougère aigle. Du coté animal, le chevreuil, le sanglier, le blaireau européen, la genette commune, le hérisson européen, l'écureil roux, la buse variable, certaines chouettes, l'effraie des clochers, le faisan, la pie bavarde, le pic vert et le pic épeiche, le geai des chêne, la couleuvre à colier, la vipère aspic, le lézard vert, le lézard des murailles, la grenouille verte, la rainette méridionale, le crapau commun, la salamandre de feu ainsi que de nombreuses autres espèces de petites tailles ou migratoires habitent cet écosystème.

## Histoire de la forêt

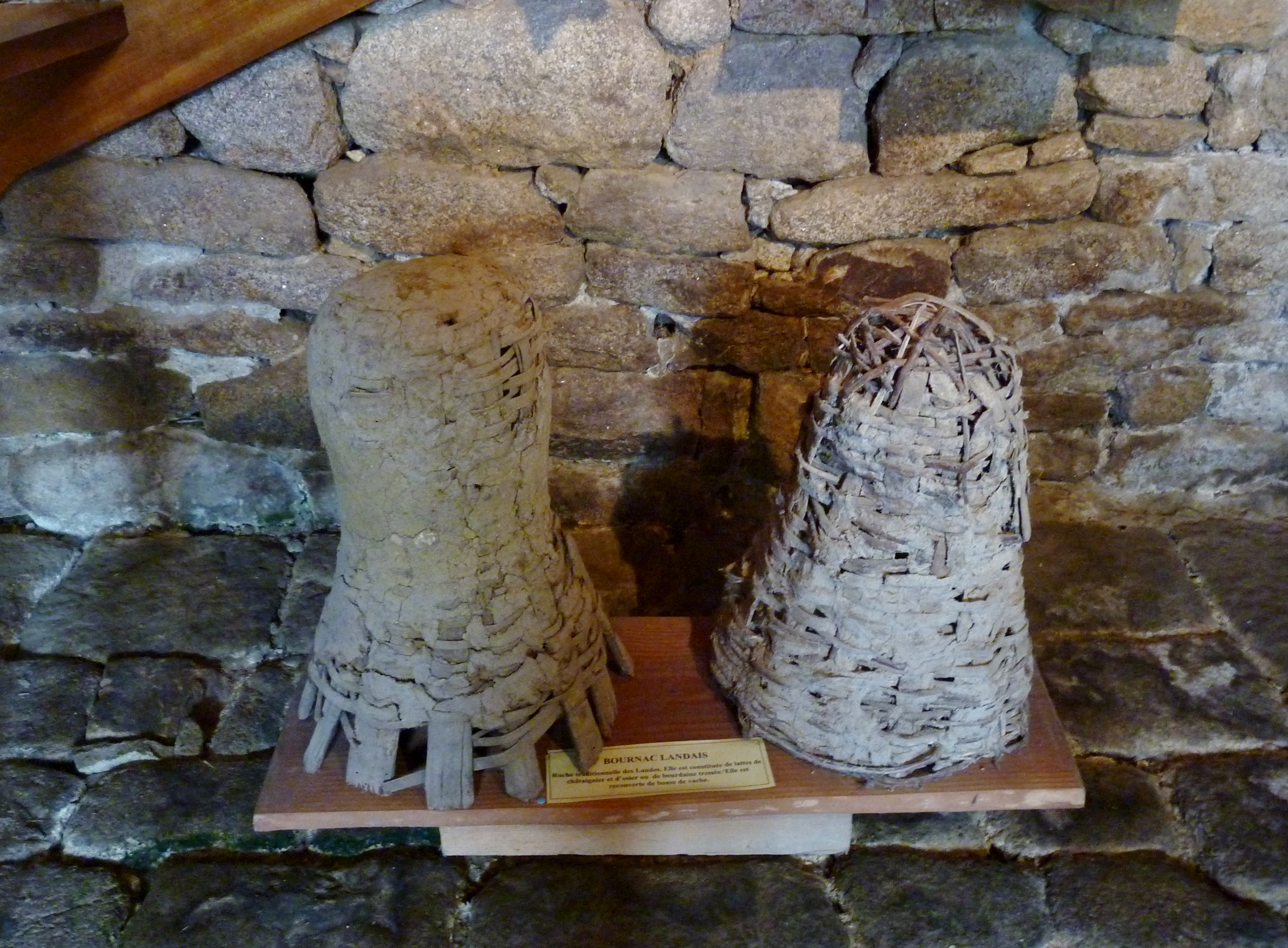
Ruche traditionnelle des Landes (musée de l'Abeille vivante et la Cité des fourmis au Faouët.

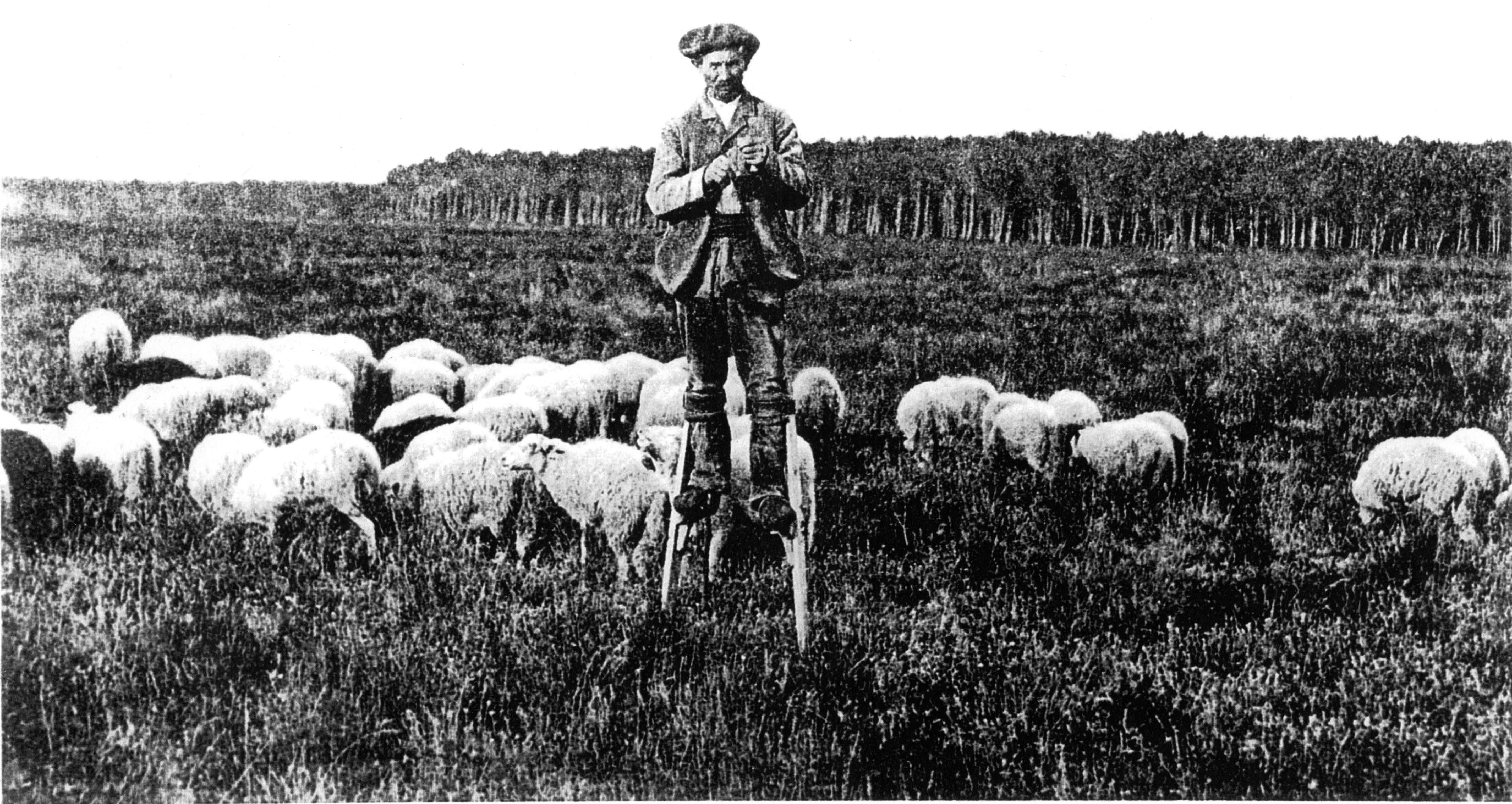
Berger dans la lande.

Une partie de la forêt des Landes est d'origine naturelle, constituée de forêts mixtes (il en reste des îlots comme au niveau de l’étang de Cousseau). Certaines zones du littoral gascon étaient déjà boisées il y a deux mille ans et occupaient près de 200 000 hectares. On retrouvait ces massifs à proximité de Lacanau, Arcachon, La Teste de Buch, Biscarrosse et en Marensin. Les premières techniques de gemmage ont été mises au point dans ces forêts très semblables à celles que l'on connaît aujourd'hui. Le pin maritime, espèce endémique, était l'essence largement majoritaire.
Cependant, la plus grande partie du territoire aujourd'hui occupée par la forêt des Landes était une zone humide habitée et travaillée, voire possédée en commun jusqu'au XIXe siècle par une population d'éleveurs ovins. Les photos des derniers paysans de cette région tel le berger landais perché sur ses échasses, sont témoins de ce mode d'existence, alors viable pour le plus grand nombre : le système agro-pastoral permettait de nourrir les familles en tirant un profit des terres de la lande, et fut pratiqué jusqu'à l'ensemencement massif des pins. Cet ensemencement signa l'expropriation et la disparition de ces populations, qui se recyclèrent tant bien que mal dans l'industrie du bois et du gemmage (après plusieurs essais infructueux de « valorisation » différente de ces terres pourtant déjà exploitées, c'est finalement au pin maritime, parfaitement adapté à ces régions alors présentées comme des « colonies de l'intérieur », que l'État confiera la tâche de peupler le plateau landais en instaurant des semis en grand nombre, sorte de « grands travaux » de l'époque).
La volonté d'implanter la forêt est due à plusieurs raisons qui ont émergé à la même époque durant le XIXe siècle. La première était de fixer les dunes mobiles du littoral qui menaçaient les villages. Un exemple célèbre existe, l'ensevelissement de l'église de Soulac. Les Captaux de Buch ont entrepris des travaux de fixations à La Teste, mais l'argent fit rapidement défaut à ces petits seigneurs locaux qui ne purent étendre leur système de fixation à l'ensemble du territoire. L'ingénieur des Ponts et Chaussées Nicolas Brémontier prit connaissance des travaux entrepris sur la côte, qu'il reprit à son compte.
Fort de son influence à Paris, et écouté par de gros investisseurs (les dérivés de la résine seraient indispensables dans la révolution industrielle), il sut convaincre le gouvernement de la nécessité de semer des pins maritimes dans les Landes. Napoléon III souhaite arracher cette région au « désert ». La loi impériale du 19 juin 1857 sonne le glas du système agro-pastoral, et donne naissance à la grande forêt des Landes que nous connaissons aujourd'hui.
Deux ingénieurs des Ponts et chaussées sont à la manœuvre : Jules Chambrelent, « le père de la forêt landaise » est resté célèbre : « il assainit et embellit la Lande, et porta l'aisance dans un pays déshérité » comme l'indique la plaque commémorative qui lui rend hommage à Cestas et Henri Crouzet qui creusa des canaux de drainage, avec le soutien de Napoléon III. Une méthode particulièrement efficace qu'il a mise au point. Ses études, s’appuyant sur des recommandations locales, furent à l’origine de la loi impériale de 1857. Il organisa l’assainissement de 20 000 hectares et construisit 428 kilomètres de routes.
Publiquement, la propagande présente l'installation de pins maritimes dans l'intérieur des terres comme indispensable pour « assainir les marécages et améliorer les conditions d'hygiène », le territoire étant vu comme un « désert malsain » à proximité de la capitale bordelaise, source de maladies (paludisme, peste) que pourraient combattre ces pins aux prétendues vertus curatives. Ce projet ne fait pas l'unanimité à l'époque mais la population n'est pas consultée et la fièvre économique est suscitée par « le pin maritime, arbre d'or des Landes », formule en 1872 d'un grand reboiseur, Alexandre Léon qui « bâtit sa richesse sur l'exportation de poteaux de pins bruts en direction de l'Angleterre vers 1860 ».
La privatisation des communaux imposée par la loi de 1857 permit la constitution de grosses propriétés. La vente aux enchères de surfaces considérables des communaux bénéficia notamment aux rentiers et aux professions libérales (médecins, notaires, avocats…) au comportement de hobereau, ceci au détriment des métayers et ouvriers. Certains auteurs n’hésitent pas à montrer que les grands domaines forestiers sont entachés d'un péché originel, car les propriétaires n'ont pas payé cher ce qu'ils possèdent aujourd'hui. Ainsi Jacques Lamaison, secrétaire de la Fédération socialiste des Landes déclare en 1909 : « La grande propriété s’est constituée par successions et par achats, mais davantage par la spoliation des biens nationaux ou communaux »,.
La première génération de pins de la seconde moitié du XIXe siècle et qui remplace la forêt mixte naturelle arrive à maturité au début du XXe siècle. Le procédé de gemmage s'étend à toute la Gascogne landaise, se modernise et industrialise. On exploite désormais des milliers d'hectares de pins pour extraire « l'or blanc » des Landes de Gascogne, servant à produire de l'essence de térébenthine et de la colophane.

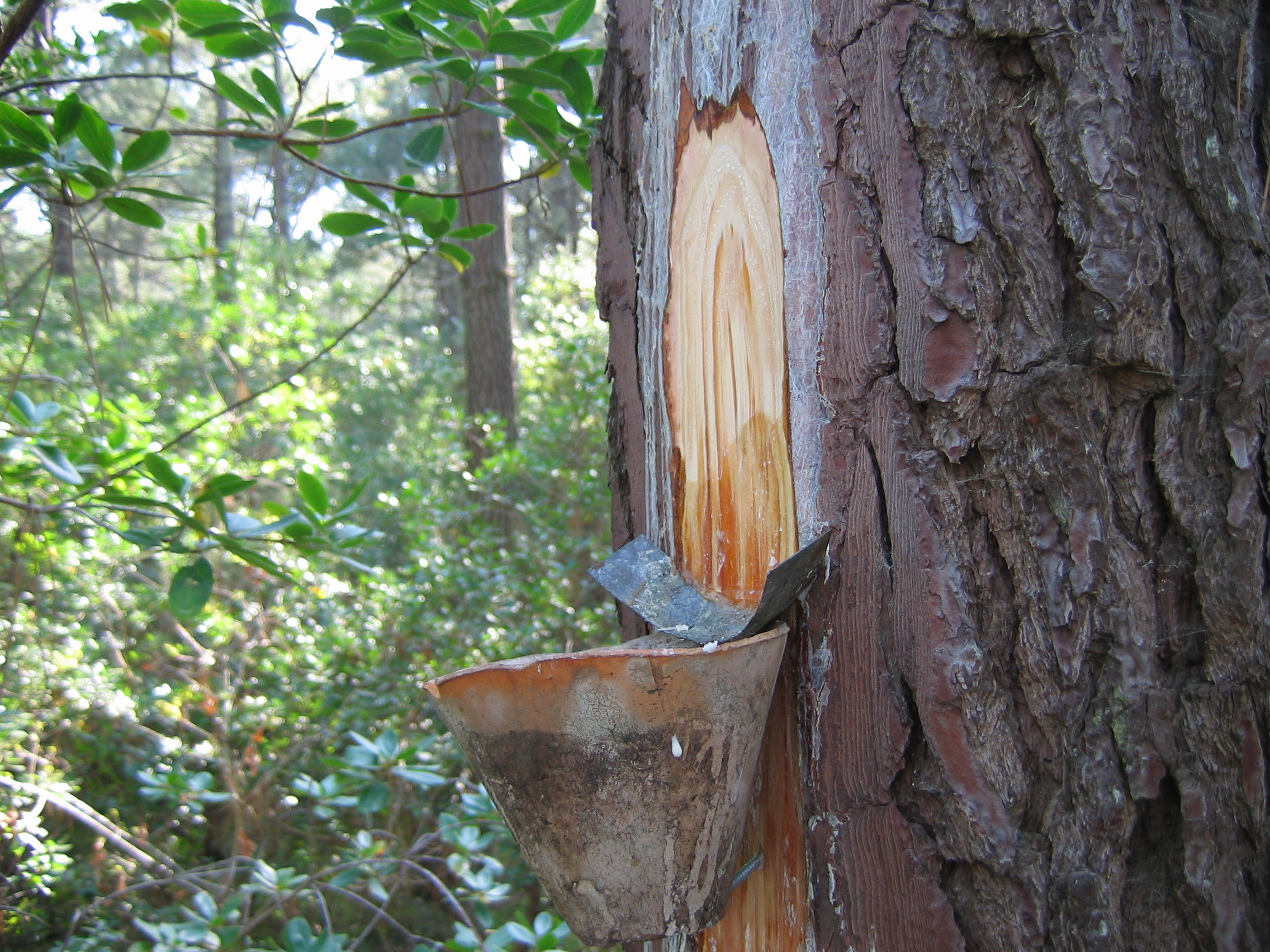
Pin gemmé.

Mais cette forêt a été installée au coup par coup, sans cohérence globale à l'échelle du territoire. Les pièces de pins sont immenses, très denses et les arbres répartis de façon aléatoire. Fatalement, le feu a dévasté la forêt landaise au milieu du XXe siècle. Un des exemples les plus célèbres, est l'incendie d'août 1949 qui a dévasté des milliers d'hectares entre Bordeaux et Arcachon et fit 82 victimes. En 1950, près de 50 % de la forêt a disparu en fumée.
Aussitôt reboisée, la seconde génération de pins sera bien différente de la première. Les reboisements sont rationalisés, les pins sont semés ou plantés en ligne et de grands pare-feux permettent d'éviter la propagation du feu d'une parcelle à l'autre et d'accéder au cœur des pièces de pins en cas d'incendie. La forêt prend le visage qu'on lui connaît aujourd'hui sur le plateau landais.
Parallèlement le gemmage disparaît peu à peu, face à la concurrence des pays où la main d'œuvre est moins chère et surtout à la concurrence des produits pétroliers qui se substituent à la colophane et à l'essence de térébenthine. En 1990, le gemmage disparaît définitivement de la forêt des Landes, après plus de 2 000 ans d'existence. La forêt landaise, gérée par des procédés mécaniques, ne génère plus qu'une fraction minime des emplois qu'elle avait créés au XIXe siècle (d'où le dépeuplement du département des Landes entre le XIXe et le XXIe siècle. Les grands sites de transformation du bois se trouvent à Facture/Biganos, Mimizan et Tartas.
Dans les années 1970, certaines parties de la forêt ont cédé la place localement à des exploitations agricoles intensives (en particulier pour la culture du maïs, grand consommateur d'eau).
En 2009, La tempête Klaus a créé des chablis coûteux à résorber et propices à la propagation des incendies. Elle a donné lieu au déblocage de sommes importantes pour soutenir la filière bois et les communes forestières des Landes de Gascogne, à une remise en cause de certaines orientations de la sylviculture (mode de culture notamment), voire de la sylviculture elle-même : devant la perspective de devoir reconstituer des parcelles qui ne deviendront bénéficiaires qu'au bout d'une cinquantaine d'années, certains propriétaires tentent de reconvertir leurs terrains (agriculture intensive, production d'énergie solaire…).
Aujourd'hui, la forêt des Landes de Gascogne est à cheval sur trois départements (Landes, Gironde et Lot-et-Garonne). Sa surface actuelle est évaluée à environ un million d'hectares, dont les 9/10 sont constitués de pins maritimes. Mais il existe localement au sein de la forêt des vestiges du boisement post-glaciaire de cette partie du Sud-Ouest : le pin y côtoie le chêne, l'aulne, le bouleau, le saule, le houx. On les trouve principalement au bord des cours d'eau, terrains particulièrement biens drainés. (Cette forêt-souche était vraisemblablement plus étendue jusqu'au milieu du Moyen Âge, époque à partir de laquelle la mise en place d'un climat plus humide et frais et surtout les défrichements liés à l'extension de l'activité pastorale et au besoin en bois de construction vont entraîner le recul des zones forestières entre le XIVe siècle et le XVIIIe siècle).
Sur le plan économique, le pin maritime est très tôt exploité par l'homme. Sa combustion fournit la poix, nécessaire au calfatage des navires. Son bois devient charbon et charpentes. Avant le milieu du XIXe siècle et l'extension du massif forestier, l'élevage extensif des brebis dans la lande permettait la production d'un engrais (soutrage) destiné à la culture du seigle principalement en culture sur billons, pour limiter l'influence de l'humidité pendant l'hiver. La disparition de la lande par un semis généralisé de pins a entraîné la disparition de cette culture et des bergers sur échasses — qui en sont le stéréotype — bientôt remplacé par le gemmeur et son hapchot.
Après avoir connu pendant la première partie du XXe siècle un essor important, les industries du bois et du papier sont devenues des acteurs notables de l'économie régionale.

## Essences

### Pins maritimes
Plus d'une centaine d'espèces de pins existent dans le monde. Parmi elles, une seule a pris racine dans le sol pauvre des Landes de Gascogne : Pinus pinaster, le pin maritime, également appelé pin des Landes.
Espèce indigène présente à l'état naturel aux abords des rivières et le long des dunes rétrolittorales, elle constitue de nos jours l'essentiel de la forêt des Landes et couvre une superficie de 950 000 ha environ.
Contrairement à beaucoup d'autres forêts européennes, elle est presque entièrement constituée d'une forêt régénérée artificiellement par semis ou plantation, et exploitée industriellement.
L'ensemencement massif de pins a été amorcée en Pays de Buch pour arrêter la progression des sables mobiles et assainir le sol dès le XVIIIe siècle.
Ces peuplements forestiers se traduisent par des caractéristiques très observables et des conséquences mesurables :
- on peut observer des parcelles où tous les arbres ont été installés simultanément et ont donc le même âge et la même taille (contrairement à une forêt primaire) ;
- les parcelles sont parcourues de larges coupes et de chemins (destinés à limiter la propagation des incendies et à faciliter l'approche des troupes de pompiers) qui quadrillent la forêt sur des kilomètres — ces larges coupes et ces chemins sont appelés des pare-feux ;
- en se promenant dans cette forêt, on trouve des traces multiples des coupes d'éclaircie, des coupes rases (en particulier, des stocks de bois coupé en bordure de chemin).

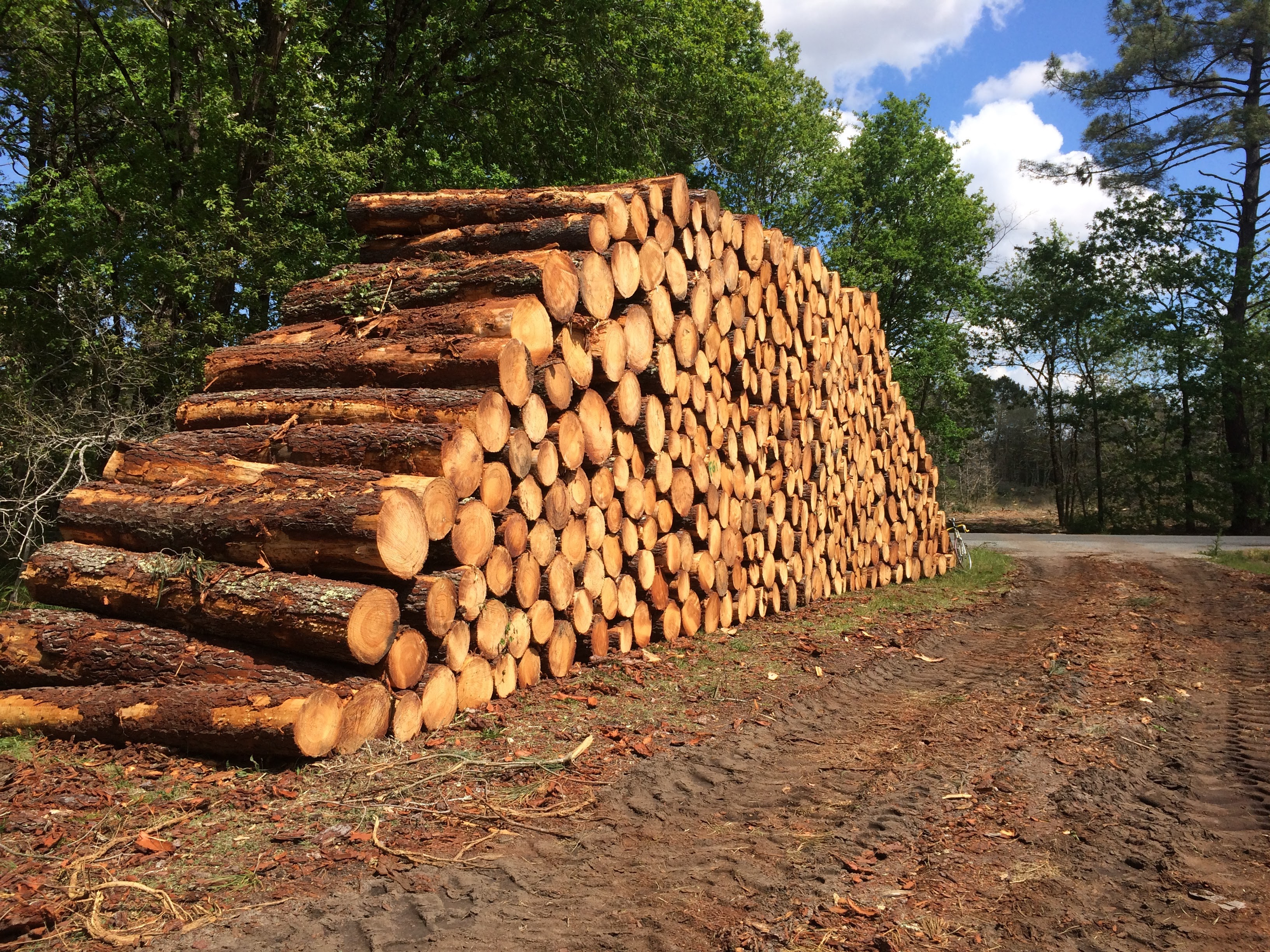
Bois coupé en bordure de chemin.

### Chênes
D’autres essences cohabitent cependant avec le pin maritime, parmi lesquelles des chênes, dont plusieurs espèces sont présentes :
- dans les forêts longeant les courants landais, exutoires des grands lacs et étangs, le chêne pédonculé (ou chêne blanc) reste l’espèce dominante ;
- le chêne tauzin ou noir est caractéristique de l’airial et des landes sèches ;
- le chêne-liège cohabite avec le pin sur le littoral sud des Landes (à partir de la presqu’île du Cap Ferret et tout particulièrement en Marensin et Maremne), ainsi que sur la bordure est du massif en Lot-et-Garonne ;
- le chêne vert est très présent sur le littoral de la Gironde (de la Pointe de Grave au Cap Ferret).

## Dangers

### Incendies

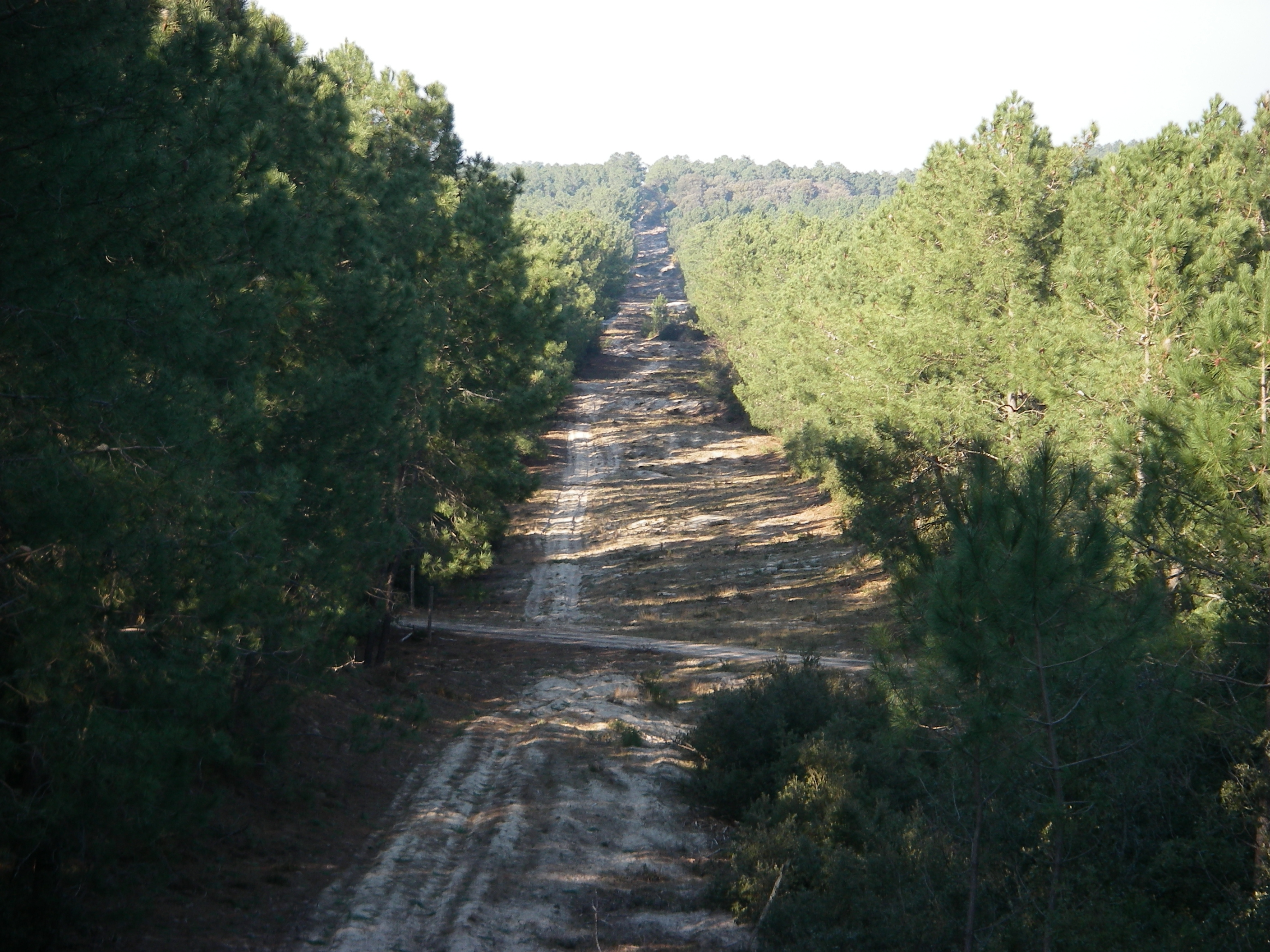
Un pare-feu à Hourtin.

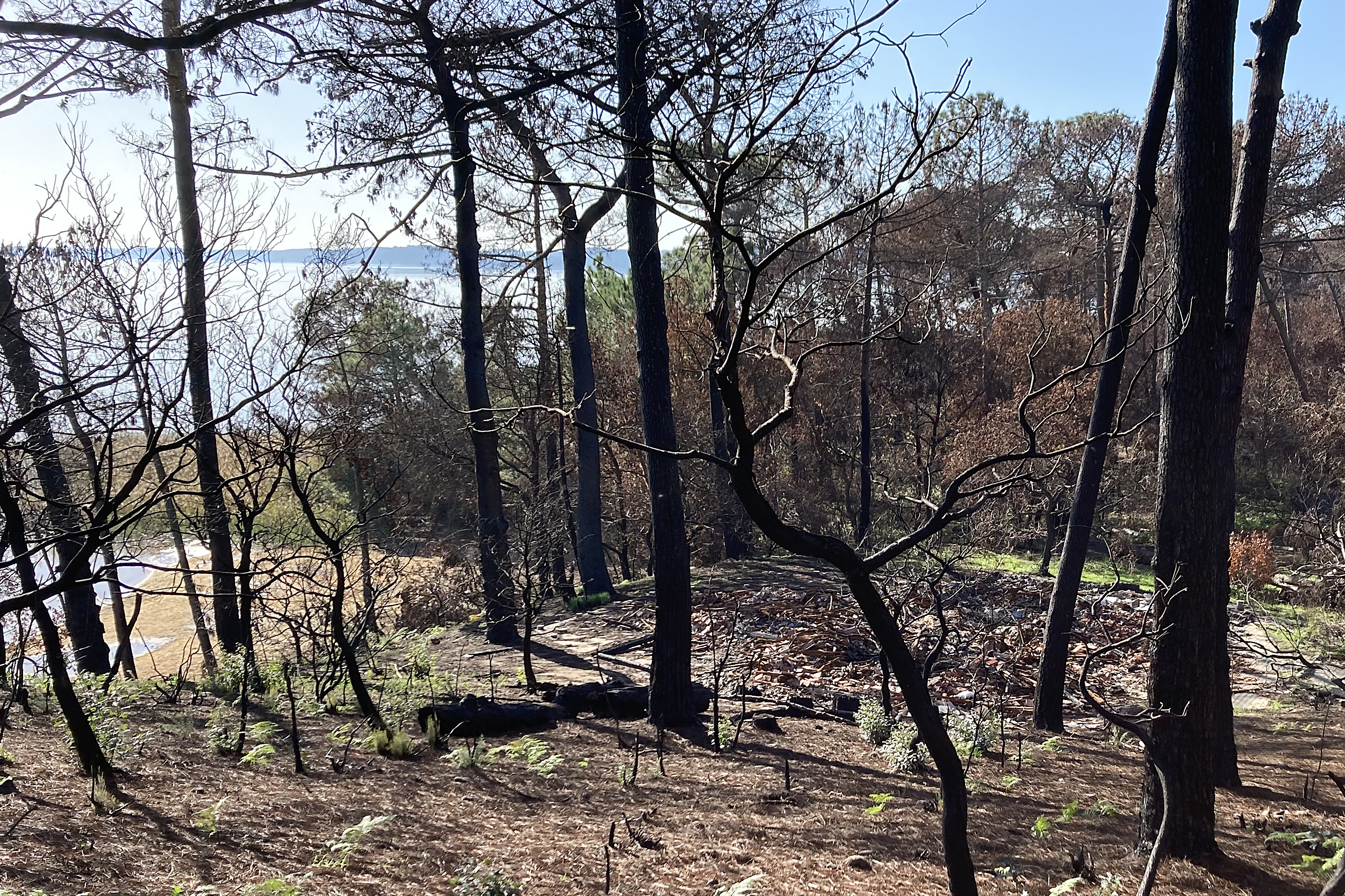
Parcelle sinistrée en juillet 2022 à La Teste-de-Buch.

Les incendies de forêt sont une menace récurrente dans le massif forestier des Landes. Les causes sont diverses : le vent d'ouest provenant de l'océan, l'essence des arbres (résineux), la sécheresse l'été, les vents forts au printemps pouvant attiser la progression des flammes alors que la végétation démarre à peine et que les sous-bois sont encore détrempés, ce qui ne facilite guère la pénétration des engins de lutte ; négligences aussi, auxquelles les autorités et la réglementation font la traque (incinérations, certains travaux en forêt, etc.).
Les registres des intendants du XVIIIe siècle témoignent de la survenue de grands incendies à La Teste-de-Buch en 1713, Pissos en 1735, Messanges, Magescq et Rion-des-Landes en 1742, 1751 (région de Léon) et 1753 etc., sur un massif forestier moins étendu qu'il n'est de nos jours.
Au XIXe siècle, de nouveaux incendies affectent le massif forestier landais, en 1803, 1822 (région de Soustons), 1836, 1870 (38 000 hectares brûlés dans les Landes et en Gironde, 6 000 à Saugnac-et-Muret, 3 000 à Biganos), 1893 (132 incendies dans le seul département de la Gironde, 35 500 hectares en Gironde, 11 500 dans les Landes), 1898, 1899. Avant l'apparition des moyens moderne de lutte contre les incendies, les villageois répondaient à l'appel du tocsin et se munissaient de moyens rudimentaires (haches, pelles, branches de pin vertes et souples) pour partir en guerre contre cet ennemi.
En septembre 1918, pendant la Première Guerre mondiale, un gigantesque incendie de forêt se déclare dans les localités de Lüe et de Pontenx-les-Forges. L'ensemble des troupes américaines alors basées dans le département des Landes se relaient jusqu'en mars 1919 pour nettoyer ce vaste brûlis surnommé « the burnt area ». D'autres incendie sont enregistrés en 1922, 1926, 1937, 1938. On accuse tour à tour les bergers landais, les locomotives, les bûcherons, les promoteurs immobiliers, les fumeurs imprudents et les culs de bouteille. Le préfet de la Gironde interdit même le lancement de montgolfière le 15 mars 1926.
Le plus grand nombre de foyers se produit dans les années 1940 en raison du manque d'entretien et de surveillance de la forêt pendant la Seconde Guerre mondiale : août 1942 à Trensacq, novembre 1942 à Soustons, avril 1943 à Arjuzanx et deux fois Pissos, etc. Sur la seule année 1942, 66 000 hectares sont ravagés par les flammes, dont 45 000 en un mois. Lors du repli des troupes d'occupation en août 1944, le feu prend sur la route nationale 10 vers Liposthey et se propage jusqu'à la Leyre. Entre 1945 et 1946, 30 000 hectares sont la proie des flammes.
L'année la plus terrible est 1949 avec deux grands incendies : celui du 7 août, parti de la Grande Leyre, ravage la lande de Bern et Gruey à Pissos et anéantit les communaux de Sore. Mais le plus grand et sinistre est l'incendie de la forêt des Landes de 1949 du 20 août, qui s'étend du Barp à Marcheprime et Saucats, faisant 82 victimes parmi les sauveteurs.
L'organisation de la prévention et de la lutte contre l'incendie s'améliore dans les années qui suivent grâce à l'installation de tours de guet, l'entretien des pistes, l'aménagement de bassins de stockage d'eau et de puits tubés pour pompes immergées, la mise en place de pares-feux (trouées linéaires destinées à créer des barrières contre la propagation des flammes). Leur largeur doit être supérieure à la longueur de deux pins couchés (60 m), de façon à ne pas transmettre les flammes en cas d'incendie. Une commission d'étude du Sénat mentionne pour sa part une largeur minimale de 50 m. Un vaste réseau de pares-feux a été mis en place dans le massif forestier à la suite des grands incendies des années 1950, au cours desquels plus de 300 000 hectares de forêt ont été ravagés. Plus de 21 000 km de pistes et chemins de la défense de la forêt française contre les incendies traversent la forêt landaise en 2022. Ils servent de dessertes pour l'exploitation forestière, favorable à la prévention et à la lutte contre l'incendie. Ils permettent aux pompiers d'accéder au massif et de s'approvisionner à l'un de ses 1 800 points d'eau.
L'ensemble de ces mesures a eu pour effet une baisse importante du nombre d'incendies et de leur gravité. Néanmoins, le danger demeure et les incendies reviennent régulièrement. En 1976, par exemple, le feu prend à Liposthey et s'étend vers Moustey pour s'arrêter à la Leyre. On déplore par la suite les incendies de Lacanau (1989) et de Carcans (1990). En 1997, un incendie à Ychoux brûle 500 hectares aux confins de Sanguinet et de Parentis-en-Born. En 2003, un incendie démarre au sud de Belhade, traverse les confins de Biganon à Moustey et court jusqu'à Saugnac-et-Muret. Les feux de forêt de 2022 en Gironde entraînent à nouveau d'importants dégâts.
Toutefois, à titre de comparaison, la catastrophique tempête Klaus du 24 janvier 2009 a sans doute provoqué une désolation pire que les plus grands des incendies.

### Santé des forêts
Les forêts monospécifiques sont plus fragiles face aux aléas climatiques et aux risques de pullulation d'espèces invasives ou déprédatrices (champignons, insectes, notamment la processionnaire du pin…). La forêt fait l'objet d'expertises biotiques régulièrement mises à jour, sous l'égide du DSF (Département de la santé des forêts) et d'expérimentation visant à complexifier le boisement pour en augmenter la résilience écologique.

## Tempêtes
La forêt landaise a connu des cataclysmes majeurs, tempêtes du siècle intervenues en hiver (février 1893, février 1915, décembre 1999 avec la tempête Martin et 24 janvier 2009 avec la tempête Klaus).
La tempête Klaus qui traverse le sud-ouest de la France et entraîne de gros dégâts matériels, a été vécue comme un véritable traumatisme par l’ensemble de
la population. Tout juste remise de la tempête Martin, les sylviculteurs voient à nouveau leurs pins maritimes et autres essences déracinés ou sectionnés. Plusieurs facteurs expliquent ces dégâts : forte intensité du vent (des couloirs de vent influencés par la configuration des ouvertures sur les arbres de lisière ou de bordure de trouées — les aiguilles persistantes favorisant la formation du turbulences immédiatement en arrière de chaque arbre — et des coupes rases contiguës, accélèrent les pertes par chablis) ; tempête survenue après une période de précipitations importantes à l'origine de la remontée de la nappe phréatique qui liquéfie le sol sablo-argileux et réduit l'ancrage racinaire ; enracinement superficiel dû à la présence d'un alios dans les podzols du massif landais qui retient l'eau et provoque l'enracinement superficiel,.
Selon les estimations de l'Inventaire Forestier National (IFN), 26 % de la forêt landaise connaît plus de 40 % de dégâts en superficie. Un inventaire cartographique sur le massif landais est réalisé par l'IFN.
Cette tempête a été l'occasion d'une remise en cause des « méthodes sylvicoles traditionnelles » (plantation monospécifique de pins) mais a joué aussi comme un « catalyseur des valeurs du massif forestier landais » dont les principaux acteurs politiques et privés ont instrumentalisé sa valeur naturaliste et son rôle dans des enjeux environnementaux globaux (service écosystémique de séquestration du dioxyde de carbone), afin de faire oublier quelque peu la faiblesse économique de son bois. Elle a ainsi permis à ces acteurs de « redorer » le blason d’une forêt en mal de légitimité écologique et économique.

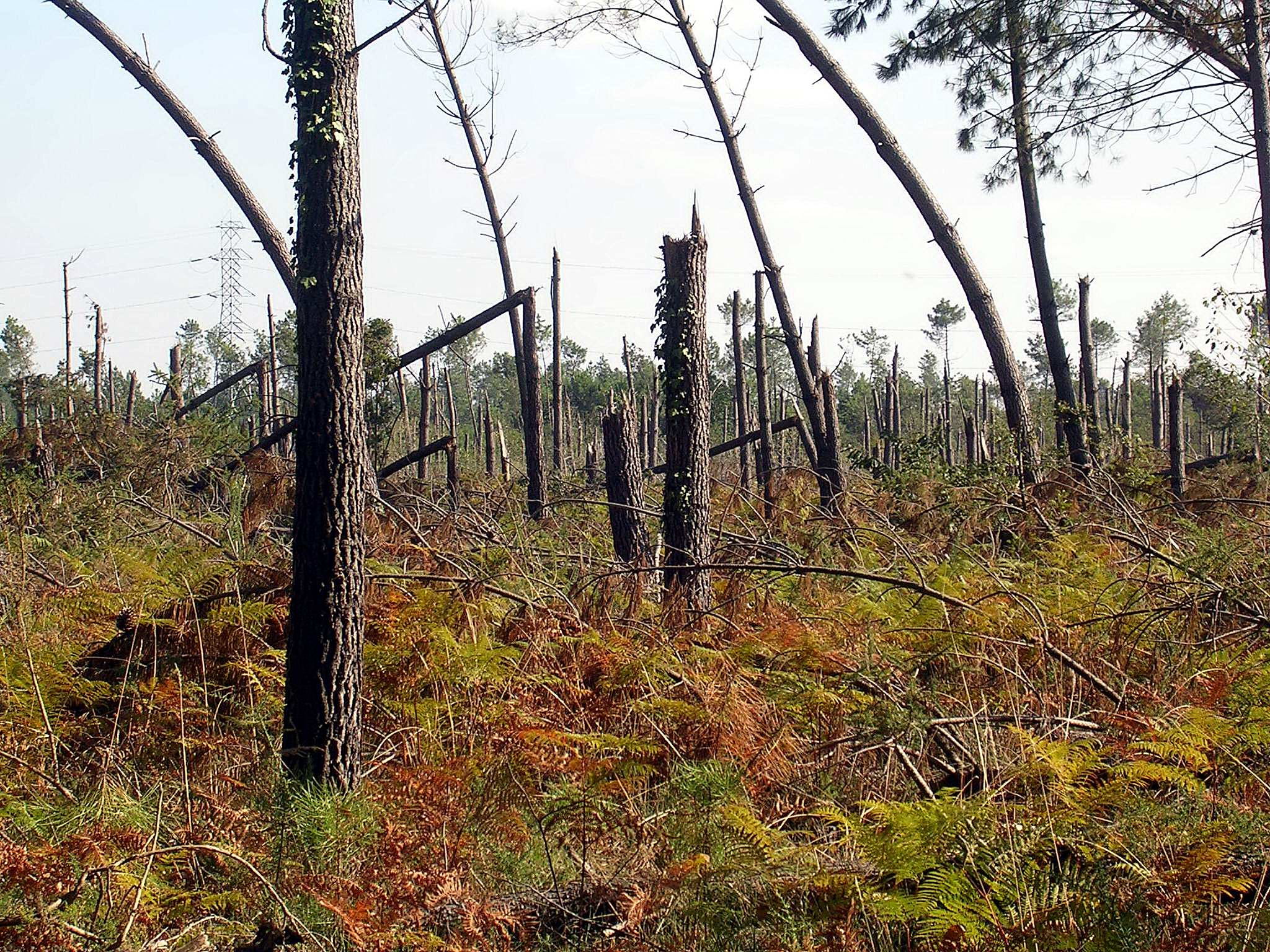
Arbres désouchés et chablis.
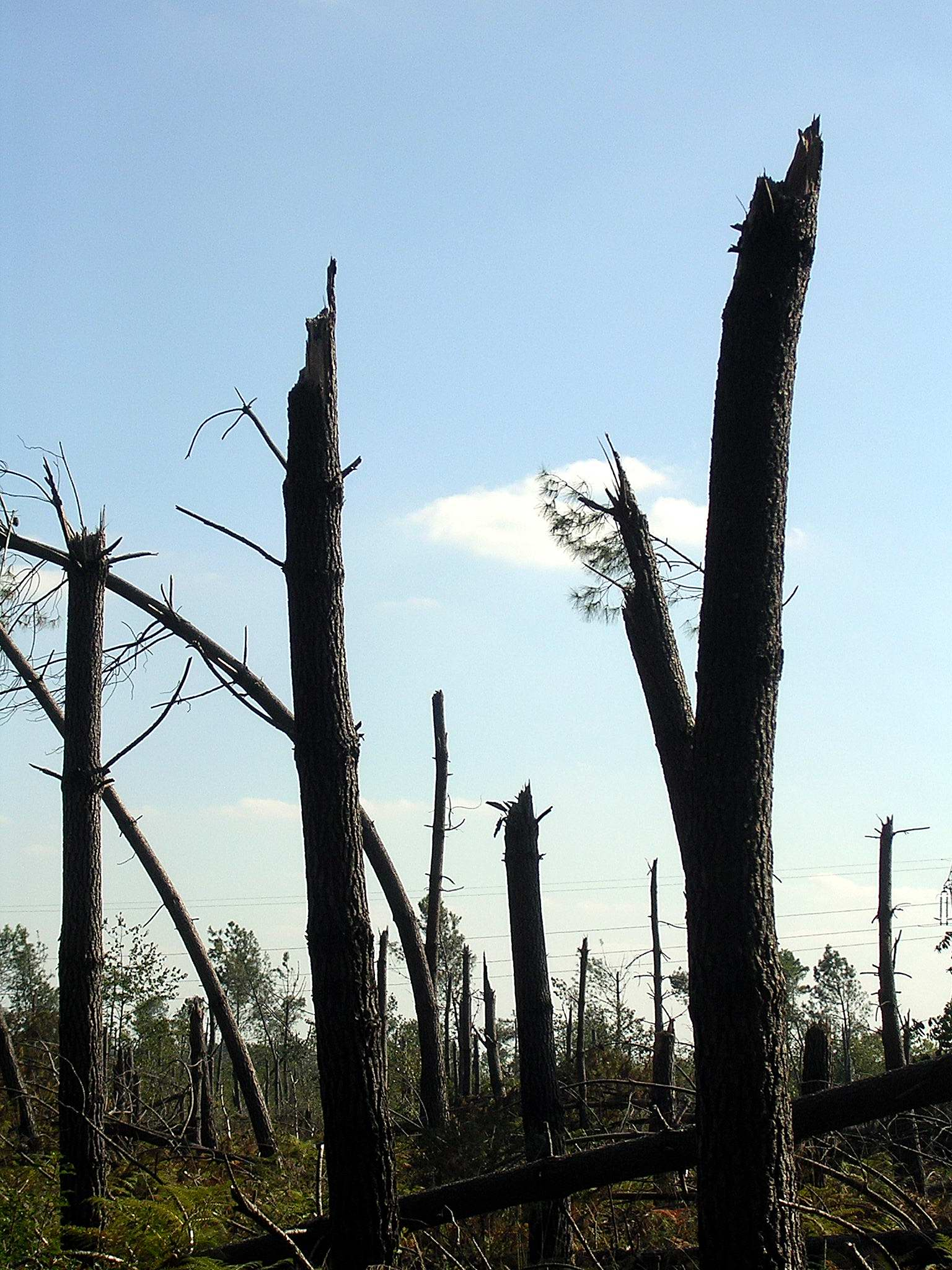
Chandelles.
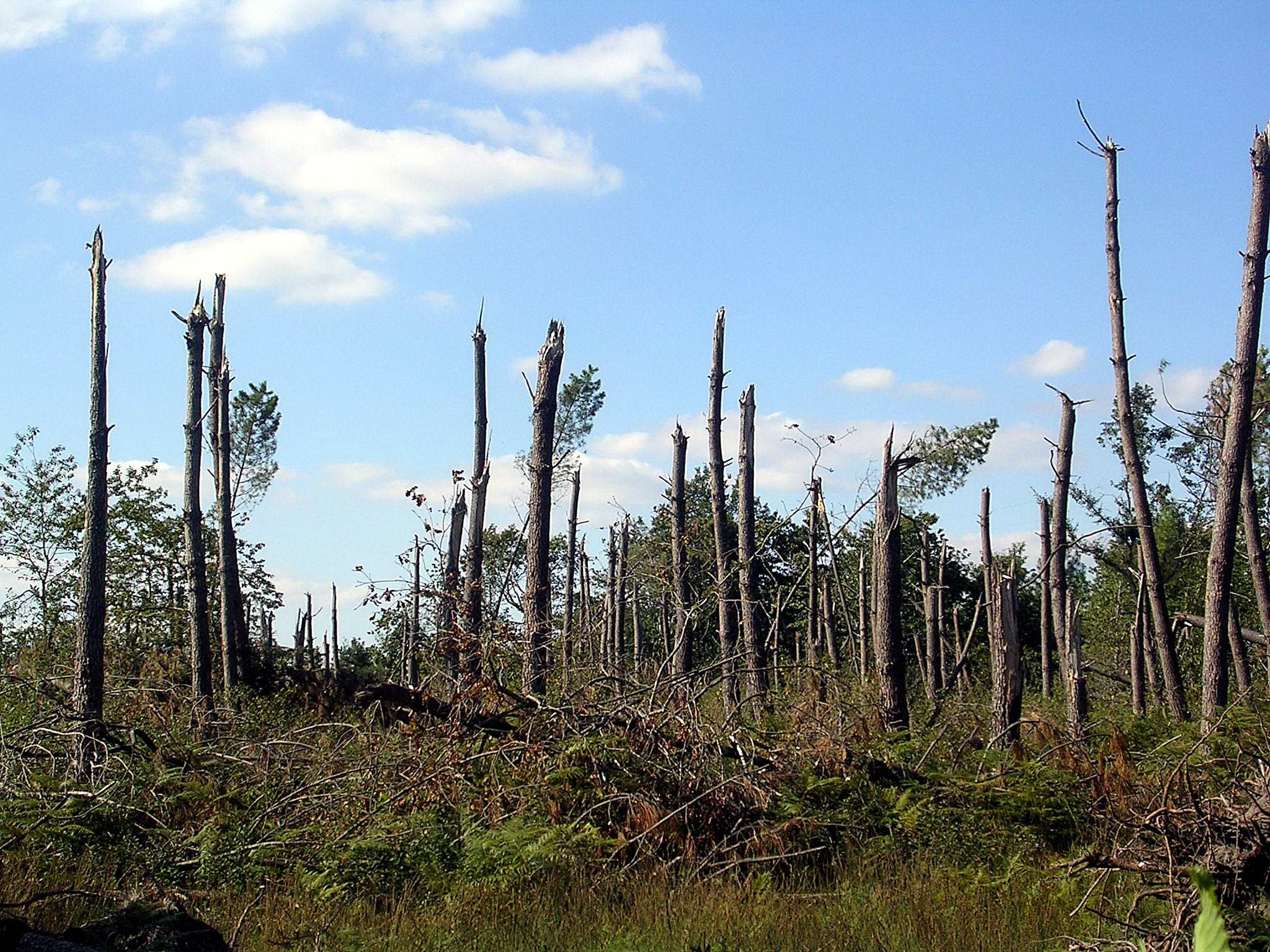
Arbres sectionnés.

### Impacts écologiques

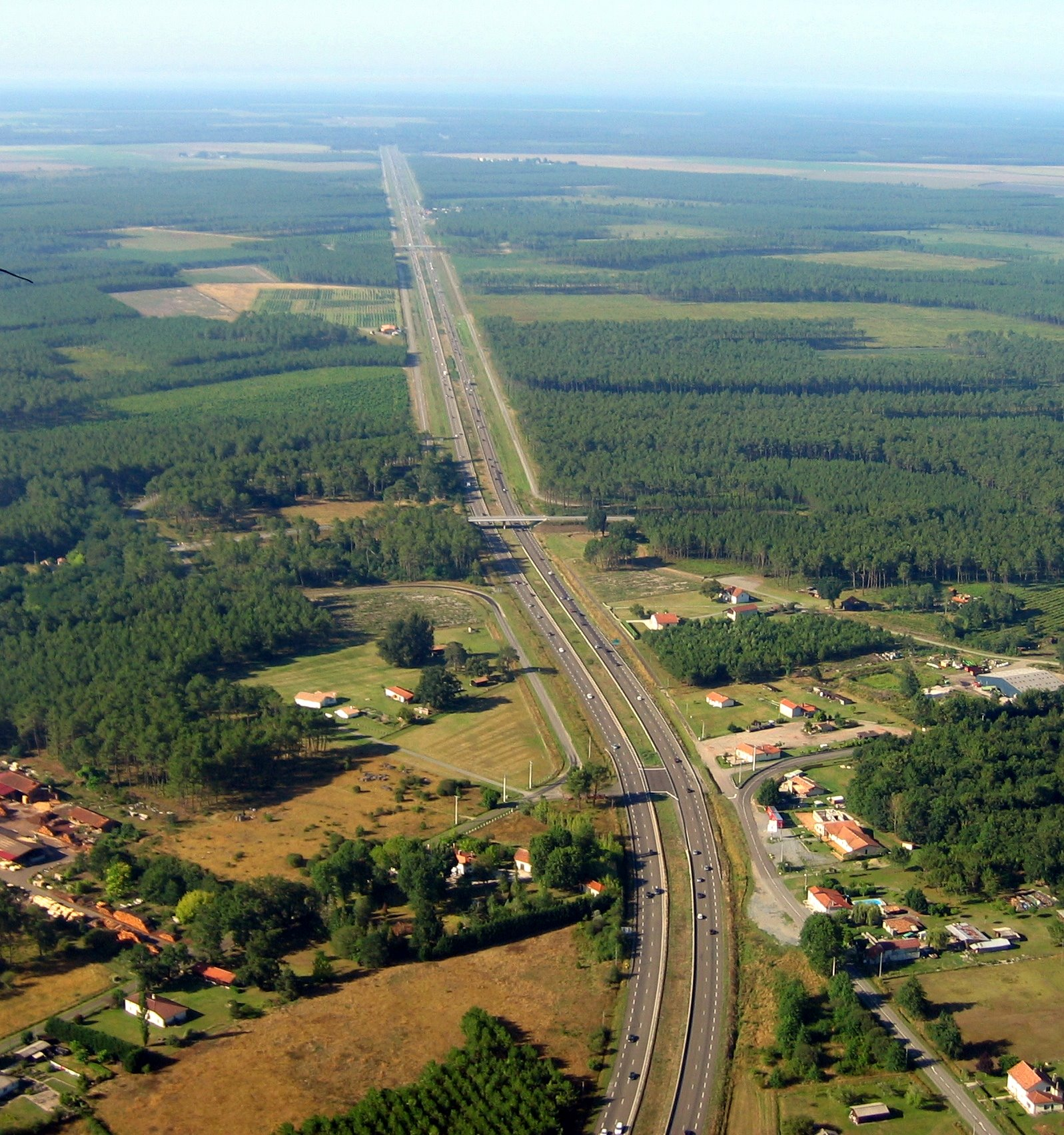
L'autoroute A63 est responsable d'une fragmentation forestière et d'autres milieux.

Sachant que les racines d'un hectare de pins maritimes aspirent 45 tonnes[réf. nécessaire] d'eau de la nappe phréatique par 24 heures (cette eau étant ensuite évapo-transpirée par la partie aérienne de l'arbre), la disparition d'une partie de ces cultures forestières intensives pourrait restaurer certaines zones humides et l'écosystème qui va avec.
Une minorité des zones de landes sont naturelles. D'après les dépôts de pollens retrouvés, ces zones étaient couvertes d'arbres. Un défrichage ancien, puis des techniques de culture peu judicieuses (écobuage, soutrage, brûlis, retournement du sol), amena la désertification donc l'abandon de ces terres. La résilience de l'ancien écosystème forestier ayant été dépassée, seule la lande put s'installer.
Sur ces sols ruinés, la culture des pins paraît la plus intéressante, puisque ces arbres s'installent facilement et le délai d'exploitation est très court.
Cependant, comme toutes les cultures mono-spécifiques, celles de pins est judicieuse économiquement à court terme, au prix d'un bilan écologique néfaste.
La forêt de résineux est la seule pouvant s'installer dans des zones où les conditions sont trop extrêmes pour les forêts de feuillus ou mixtes. La monoculture de résineux amène la podzolisation du sol, c'est-à-dire une stérilisation de la couche arable du sol par le lessivage systématique des substances nutritives qui s'y trouvent. À une profondeur de l'ordre du mètre, les substances emportées se concentrent et forment de l'alios, le sol y est dur et imperméable comme de la pierre.
Comparée aux autres types de forêts, celles composées uniquement de conifères ont une biodiversité très pauvre, car leur litière est toxique.
Un pin possède une croissance rapide. Il est une source de matière organique rapidement rentable pour l'industrie : il est exploitable à partir de 40 ans.
Dans la nature, la forêt de résineux offre un couvert qui permet, quand le climat est favorable, l'établissement de feuillus acidophiles (une forêt mixte s'installe). C'est pour cela que l'on appelle aussi les résineux des arbres pionniers. Or, contrairement aux résineux, la litière des feuillus est non toxique, ce qui attire une extraordinaire biodiversité. L'activité biologique du sol, donc la remontée et le maintien des substances nutritives dans la couche arable du sol, s'intensifie au point de la fertiliser au fil des années.
Pour restaurer ces sols, les feuillus sont incontournables.

## Exploitation économique
L'innovation permet aujourd'hui de maintenir et développer les filières artisanales et industrielles du pin maritime, de la souche aux aiguilles : bois d'œuvre, bois énergie, bois d'industrie, chimie. Une économie complète est ainsi organisée autour du bois, associant les filières suivantes :
- sylviculture :
  - le massif forestier des Landes est une forêt cultivée. Récoltés à la main, de novembre à avril, sur des pins maritimes sélectionnés dans des vergers à graines et de peuplements classés, les cônes, localement appelés pignes, renferment une centaine de graines qui seront les pins de demain[12]
  - l'Office national des forêts est l'un des acteurs du traitement des graines, aux côtés de Vilmorin-Mikado et de grainetiers locaux. Les graines et cônes extraits pour l'ONF sont regroupés à la sécherie de Lajoux, dans le Jura. Après séchage et analyse, les graines sont vendues à des pépiniéristes[12]
  - plus de 20 millions de pins maritimes sont plantés chaque année dans le massif forestier landais. Les pépiniéristes, dont la société Planfor à Uchacq-et-Parentis, en ont préalablement cultivé les jeunes plants. Le département des Landes compte trois pépinières[12]
  - travaillé et parfois amendé, le sol peut accueillir les jeunes pins à replanter. Des équipes de planteurs sillonnent les chantiers. Répartis en équipes, chaque homme plante 2000 pins par jour, soit environ 1,5 ha de septembre à juillet[12]
  - un pin grandit de 60 centimètres à un mètre de hauteur par an jusqu'à ses 35 ans. Sa croissance et les travaux d'entretien varient selon la nature du sol, lande sèche (présence de bruyères) ou landes humides (présence de fougères)[12]
  - une première éclaircie est opérée vers 12 ans, puis tous les 3 ou 4 ans. L'éclaircie permet de favoriser la croissance des spécimens les mieux conformés. Les pins progressivement prélevés sont utilisés par les différentes filières de l'industrie ou l'artisanat du bois[12]
  - le Groupement forestier de la Compagnie des Landes, héritier de la Compagnie des Landes fondée en 1834, est l'un des principaux groupements forestiers
- scieries :
  - la concurrence internationale et la rareté de la matière première à la suite de la tempête Klaus en 2009 ont signé l'arrêt de nombreuses scieries familiales landaises. Les 3/4 d'entre elles ont disparu depuis la fin des années 1980. En 2022, 22 scieries continuent de produire bois de charpente, bois d'œuvre et planches[12]
  - outre ses activités de sciage, la scierie Ribeyre, à Linxe, traite le pin maritime en autoclave. Le traitement par fongicide et insecticide homologués permet l'utilisation de ce bois en aménagements extérieurs pour des lames de terrasse par exemple[12]
  - le pin maritime possède les qualités des bois techniques. Par l'usinage et le collage de pièces de pin massif, la scierie Lesbats de Léon réalise des poutres et des poteaux mesurant jusqu'à 13 m de long. Assemblées, ces pièces permettent de réaliser des charpentes d'envergure (locaux industriels, salles de sport…)[12]
- papeteries (production de papier kraft) :
  - Gascogne Papier à Mimizan[12]
  - Smurfit Kappa à Facture-Biganos[12]
- cellulose :
  - Rayonier Advanced Materials (en) : bioraffinerie spécialiste de la cellulose de haute pureté. Ses propriétés sont entre autres utilisées pour ajuster la viscosité de produits alimentaires ou pharmaceutiques. L'usine de Tartas produit 10 % de la production mondiale de ce marché de niche[12]
- façonnage et spécialités du bois :
  - panneaux de particules : à Rion-des-Landes, les panneaux de particules produits par la société autrichienne Egger Panneaux et Décors se composent de bois principalement issus des forêts des Landes de Gascogne et de matériaux biosourcés. Pressés à chaud, ils sont ventilés dans un dissipateur de chaleur. Egger se donne pour mission constante la réduction des composés organiques volatils[12]
  - palettes : l'entreprise Archimbaud, à Labouheyre, est spécialisée dans la fabrication de planches à palettes, issues principalement des billons évacués pendant les éclaircies de parcelles. Elle transforme directement 40 % de sa production en palettes et vend les planches restantes à d'autres fabricants[12]
  - contreplaqué : à l'image d'un immense taille-crayon, une lame déroule les billons de 2,60 m. Retaillés et séchés, ces déroulés sont ensuite encollés et littéralement contreplaqués pour augmenter la résistance des panneaux puis mis sous presse[12]
  - parquet et lambris :
    - les fabricants de parquets et lambris ne sont plus que cinq. Depuis les années 2010, l'entreprise FP Bois à Mimizan fabrique également du bardage et des lames de terrasses[12]
    - après avoir été profilées puis bouvetées, les lames de lambris sont triées en différentes catégories selon la qualité. Le bouvetage est une technique d'assemblage des languettes et rainures de planches ou de pièces de charpente, pour garantir un résultat invisible[12]

  - menuiserie :
    - grâce à son centre d'usinage et au savoir-faire de ses salariés, l'entreprise Dauga réalise à Coudures des escaliers et des rambardes en bois sur mesure. Un tiers de la production est réalisé en pin lamellé-collé et près de 20 % en pin maritime massif, provenant d'une scierie locale[12]
    - l'inclusion par le travail, ancrée dans l'économie circulaire et solidaire, est le credo de l'association APIUP, basée à Capbreton. Son bureau d'études et son atelier de menuiserie conçoivent des meubles neufs à partir de chutes industrielles et de mobilier usagé. Le pin est le matériau principal[12]

  - charpenterie : l'entreprise Pallas de Pontenx-les-Forges construit des maisons à ossature en bois de pin. En se fournissant au plus près, elle valorise des constructions à faible empreinte carbone[12]
  - toiture : longtemps mésestimées, les qualités du pin maritime autorisent de nombreux usages. Fendus, et non pas scies, pour en préserver les fibres, traités par autoclave, les bardeaux de pin peuvent durablement remplacer les tuiles[12]
  - caisses : implanté à Sainte-Hélène, en Gironde, la société Adam est le premier fabricant français de packaging en bois. Ses caisses et coffrets valorisent les produits des grands domaines viticoles et de nombreux autres clients prestigieux. Le pin maritime est l'une des essences locales de bois utilisées[12]
  - cercueils : l'augmentation des crémations a dopé la fabrication de cercueils en pin maritime. L'entreprise Bernier, troisième fabricant français, utilise le pin maritime pour la confection de 40 % de ses cercueils. Le pin maritime est dans ce domaine l'espèce de pins la plus qualitative[12]
- terreau : l'entreprise Aquiland, basée à Landiras dans la Haute-Lande-Girondine, produit 190 000 m2 de terreau par an. Elle utilise jusqu'à 50 % d'écorces de pin maritime pour sa fabrication. Après 6 à 12 mois de maturation, vendu en vrac ou en sacs, le terreau est utilisé par des professionnels et des particuliers[12]
- chimie :
  - les entreprises Biolandes et DRT produisent des extraits d'écorce de pin maritime, qui contient une grande quantité de polyphenols, des anti-oxydants recherchés qui entrent dans la composition des cosmétiques et des compléments alimentaires[12] :
    - Biolandes, au Sen, distille les aiguilles de pin maritime pour en extraire l'essence de pin, utilisée en parfumerie. Les aiguilles de pin distillées sont ensuite valorisées par compostage[12]
    - DRT (Dérivés Résiniques et Terpéniques) basée à Dax travaille et adapte la composition des molécules de ses pastilles de colophane pour répondre aux cahiers des charges de ses différents marchés : chewing-gum, cire à épiler, boissons, adhésifs, électronique, pneumatiques, etc. La DRT achète les sous-produits de la fabrication de la pâte à papier kraft à plus de 80 papetiers à travers le monde : essence de papeterie, essence de térébenthine avec du soufre, destinée à la production de chimie fine, et l'huile de tall. Celle-ci est distillée dans une tour de 60 mètres de haut pour obtenir deux dérivés résiniques : la colophane et les acides gras (pour la fabrication de savons ou de tensioactifs)[12]

  - l'entreprise Holiste récolte en vase clos la résine de pin grâce à un activateur écologique, respectueux des gemmeurs et de la nature. La résine distillée produit ainsi de la colophane et de l'essence de térébenthine biosourcées et éco-certifiées, utilisées entre autres dans les domaines de la santé[12]
- énergie :
  - pellets : plusieurs industriels se sont lancés dans la production de granulés de bois à destination des particuliers. Dans les Landes, ils valorisent les produits connexes des scieries (sciures, copeaux, plaquettes)[12]
  - biomasse : l'industrie du bois est consommatrice d'énergie. Certains industriels sont dotés de chaudières de cogénération, qui produisent vapeur et électricité. Aujourd'hui, l'ensemble de ces chaudières biomasses produit l'équivalent de 61 000 megawatts d'électricité (la consommation estimée de près de 2 000 foyers)[12]
  - cogénération : depuis la tempête Klaus, les souches de pins sont également récupérées sur certaines coupes rases afin d'alimenter les chaudières de cogénération installées dans la région. Mais cette pratique reste minoritaire[12]

Activités connexes :
- métallurgie : scier, fendre, découper, broyer : l'acier est indissociable de l'industrie du bois qui doit régulièrement aiguiser ou remplacer ses outils. À eux seuls, les 12 salariés de l'entreprise Technic Affutage de Belin-Béliet produisent chaque année l'équivalent de 10 kilomètres de scies à ruban[12]
- enseignement : quatre établissements landais forment les futurs acteurs de la filière bois. L'IUT des Pays de l'Adour accueille des étudiants en Génie des Matériaux ainsi que des doctorants. Le lycée Haroun-Tazieff à Saint-Paul-lès-Dax, le CFA de Morcenx, le CFAFR de Sabres assurent les formations dans les métiers du bois[12]

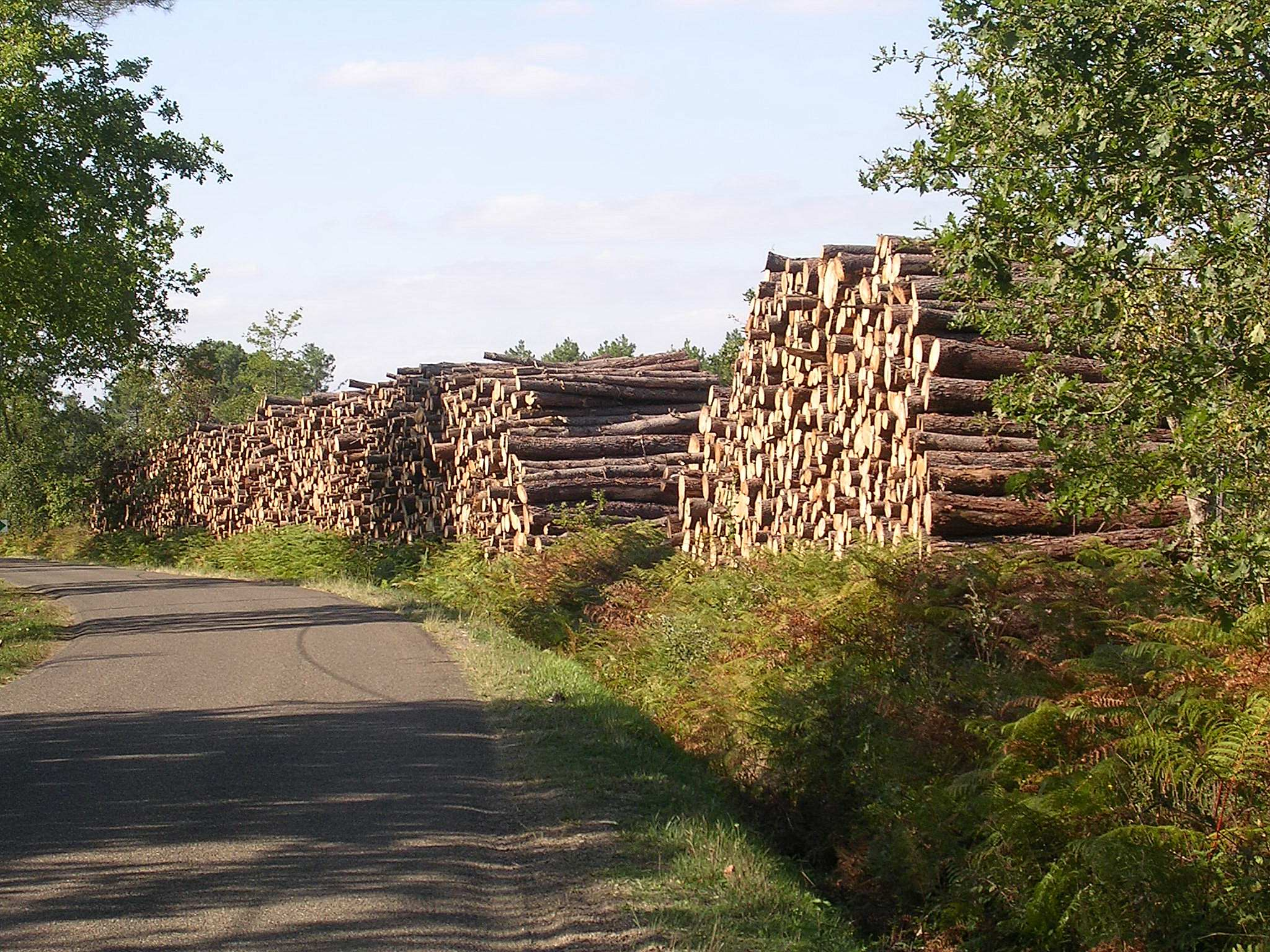
Bois stocké en bordure de route.
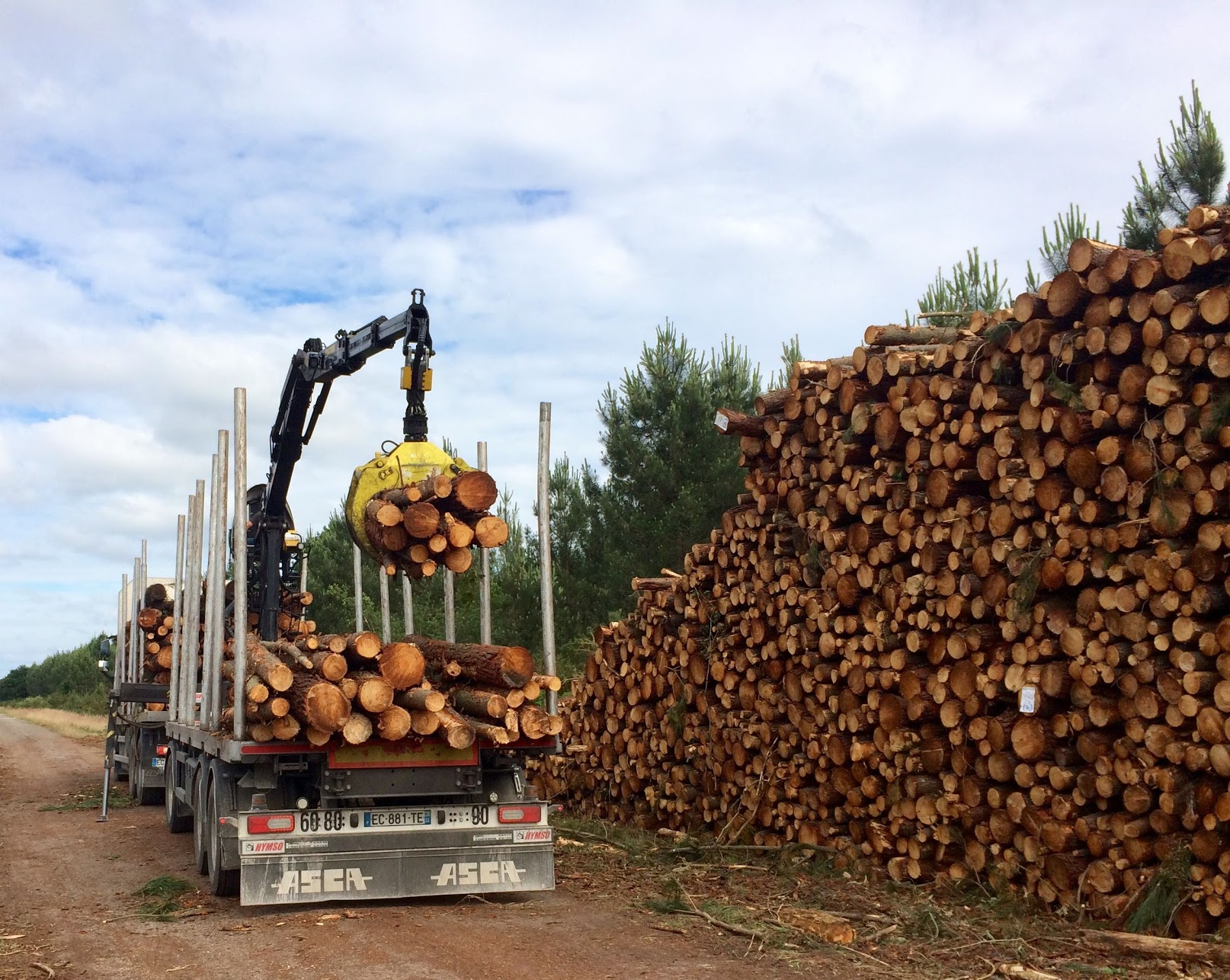
Récolte de bois de pins pour l'usine à papier de Facture.
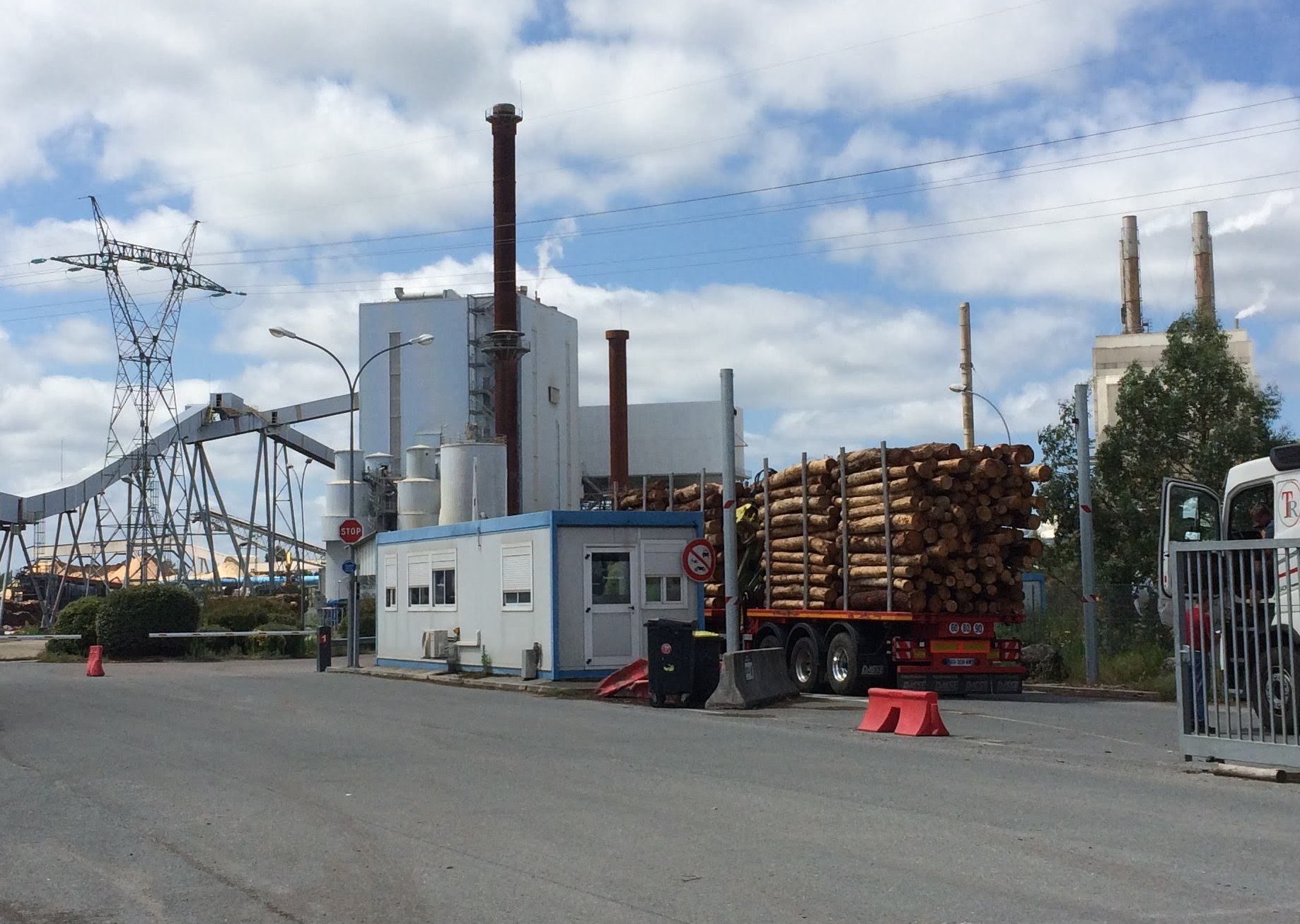
Entrée de bois à l'usine de Smurfit.

En 2017, il est estimé que la filière forêt – bois – papier, élargie aux activités de diffusion, de produits, à la recherche et à la formation, offre un emploi à 34 000 personnes en Aquitaine (l’ancienne région composée de cinq départements : Dordogne, Gironde, Landes, Lot-et-Garonne et Pyrénées-Atlantiques).

## Arts et littérature
Théophile Gautier a écrit en 1840 un poème intitulé « Le Pin des Landes », publié dans le recueil España.
Dans Le Nœud de vipères de François Mauriac, la famille du protagoniste s'est notablement enrichie par le boisement de landes incultes à la fin du XIXe siècle. Le roman Thérèse Desqueyroux se déroule également dans les Landes, notamment dans la commune d'Argelouse.
Roger Sargos (1888-1966), figure de la sylviculture française, a écrit des ouvrages relatifs à la culture forestière des Landes de Gascogne.
Pour le pavillon de Bordeaux à l'exposition internationale des arts décoratifs et industriels de Paris de 1925, François-Maurice Roganeau réalise l'une des quatre toiles monumentales, intitulée « La forêt landaise » illustrant les ressources économiques des Landes.

#### Sources anciennes
- [Lamaison 1909] Jacques Lamaison, Le collectivisme et le pays de la résine (brochure politique), Breteuil, Imprimerie moderne, 1909, 36 p. (lire en ligne) ;
- [Taillefer 1947] François Taillefer, « La restauration de la région landaise », Revue géographique des Pyrénées et du Sud-Ouest, vol. 18-19, nos 3-4,‎ 1947, p. 168-172 (lire en ligne) ;
- [Papy 1948] Louis Papy, « Richesses et dévastations de la Forêt Landaise. Un désert aux portes de Bordeaux.... », Cahiers d'outre-mer, vol. 1re année, no 4,‎ octobre-décembre 1948, p. 297-333 (lire en ligne) ;
- [Pinaud 1973] Anne-Marie Pinaud, « La forêt landaise : une forêt en mutation », Revue géographique des Pyrénées et du Sud-Ouest, vol. 44, nos 2-3,‎ 1973, p. 207-224 (lire en ligne).

#### Sources universitaires
- [Dupuy 1996] Francis Dupuy, Le pin de la discorde : Les rapports de métayage dans la Grande Lande, Paris, Maison des Sciences de l'Homme, 1996, 407 p. (ISBN 978-2735107025, présentation en ligne, lire en ligne) ;
- [Pottier 2012] Aude Pottier, La forêt des Landes de Gascogne comme patrimoine naturel ? Échelles, enjeux, valeurs (thèse), Université de Pau et des Pays de l'Adour, 2012, 496 p. (lire en ligne) ;
- [Gaillard 2020] François Gaillard, Le massif des Landes de Gascogne, un colosse au pied d’argile, École nationale supérieure de la nature et du paysage, 2020, 154 p. (lire en ligne).

#### Rapports et inventaires
- [IFN 1989] Institut forestier national, Massif des Landes de Gascogne : principaux résultats de l’inventaire forestier 1987-1988-1989, Paris, IGN, 1989, 91 p. (lire en ligne) ;
- [IFN 2007] Inventaire forestier national, IVe inventaire forestier départemental : massif des Landes de Gascogne, 1998-1999-2000, Bordeaux, IGN, 2007, 69 p. (lire en ligne) ;
- [IFN 2012] Inventaire forestier national, Résultats d’inventaire forestier : Landes de Gascogne, IGN, 2012, 56 p. (lire en ligne) ;
- [CEFIL 2012] CEFIL, Enquête sur les propriétaires forestiers privés du massif des Landes de Gascogne, Bordeaux, SRISET Aquitaine, juin 2012, 6 p. (lire en ligne) ;
- [IFN 2012] Inventaire forestier national, Sylvoécorégion S 21 : Landes de Gascogne, Paris, IGN, 2012, 9 p. (lire en ligne).